# Самиум
Самиум — вождь аморейского племени, обитавшего в местности вокруг города Ларса, правил приблизительно в 1977 — 1942 годах до н. э.

## Биография
Считается третьим царём Ларсы, хотя в этом городе он не оставил никаких следов. Однако известно, что именно Самиума, а не царя Исина того времени признавали правителем в Лагаше. Глиняная табличка, датированная XX веком до н. э. и происходящая из расположенной на территории Лагаша Гирсы, подтверждена клятвой именем Самиума, произнесённой участниками судебного процесса. По обычаю, делая подобные клятвы, жители обращались к богу — покровителю города, царю или им обоим. Таким образом, этот Самиум, которого историки склонны отождествлять с третьим царём, указанным в списке династии Ларсы, уже имел немалую политическую роль хотя бы на территории Лагаша.
Имя Самиум («sa-mu-um» или «sa-mu-ú-um») является аморейским и происходит от корня śm’ («услышать», «чтобы слушать») или śmh («радоваться»).
Согласно списку царей Ларсы Самиум правил 35 лет.